# Meridiastra
Meridiastra is een geslacht van zeesterren uit de familie Asterinidae.

## Soorten
- Meridiastra atyphoida (H.L. Clark, 1916)
- Meridiastra calcar (Lamarck, 1816)
- Meridiastra fissura O'Loughlin, 2002
- Meridiastra gunnii (Gray, 1840)
- Meridiastra medius (O'Loughlin, Waters & Roy, 2003)
- Meridiastra modesta (Verrill, 1870)
- Meridiastra mortenseni (O'Loughlin, Waters & Roy, 2002)
- Meridiastra nigranota O'Loughlin, 2002
- Meridiastra occidens (O'Loughlin, Waters & Roy, 2003)
- Meridiastra oriens (O'Loughlin, Waters & Roy, 2003)
- Meridiastra rapa O'Loughlin, 2002